# Trio Esperança
Trio Esperança foi um conjunto vocal de doo-wop e soul formado no Rio de Janeiro em 1958 pelos irmãos Mário, Regina e Evinha.
Estreou em 1961 no programa de calouros de Hélio Ricardo e em seguida passou a apresentar-se no programa de José Messias, na Rádio Mundial, do Rio de Janeiro. O sucesso foi atingido com o lançamento de "Filme Triste" (Sad Movie, versão de Romeu Nunes), incluído no LP Nós Somos Sucesso em 1963, ao lado da música, "O Sapo" (Jayme Silva e Neuza Teixeira).
O trio apresentou-se no programa Jovem Guarda, da TV Record, de São Paulo, destacando-se com "Meu Bem Lollipop" (My Boy Lollypop, versão de Gerson Gonçalves), "Festa do Bolinha" (Roberto Carlos e Erasmo Carlos) e "Gasparzinho" (Renato Correia).
Em 1968 a cantora Evinha deixou o grupo e passou a atuar sozinha, conseguindo o primeiro lugar, no IV FIC, com a música, "Cantiga por Luciana" (Paulinho Tapajós e Edmundo Souto).
Integrado por outra irmã, Marisa, o conjunto gravou o LP Trio Esperança, em 1970, com "Primavera" (Cassiano e Rochael); Trio Esperança, em 1971, com "Na Hora do Almoço" (Belchior); Trio Esperança, em 1974, com "Arrasta a Sandália" (Roberto Correia e John Lemos); e Trio Esperança, em 1975, com "Marambaia" (Henricão e Rubens Campos), todos na EMI-Odeon.
Residindo na Europa, as irmãs Eva, Regina e Marisa continuam ativas.

## Integrantes
- Mário Correia José Maria (Rio de Janeiro, 1948)
- Regina Correia José Maria (Rio de Janeiro, 1946)
- Eva Correia José Maria, a Evinha (Rio de Janeiro, 1951)
- Marisa Correia José Maria, a Marizinha (Rio de Janeiro, 1957)

## Discografia

### Coletâneas
| Ano  | Gravadora | Album                     | Formato  |
| ---- | --------- | ------------------------- | -------- |
| 1961 | Odeon     | Trio Esperança            | 78 rpm   |
| 1962 | Odeon     | Trio Esperança            | 78 rpm   |
| 1963 | Odeon     | Cantigas de Roda em Twist | LP       |
| 1963 | Odeon     | Trio Esperança            | 78 rpm   |
| 1963 | Odeon     | Trio Esperança            | Compacto |
| 1963 | Odeon     | Trio Esperança            | Compacto |
| 1963 | Odeon     | Trio Esperança            | 78 rpm   |
| 1963 | Odeon     | Nós somos o sucesso       | LP       |
| 1964 | Odeon     | Trio Esperança            | Compacto |
| 1964 | Odeon     | Trio Esperança            | Compacto |
| 1964 | Odeon     | Trio Esperança            | Compacto |
| 1964 | Odeon     | Trio Esperança            | Compacto |
| 1964 | Odeon     | Três vezes sucesso        | LP       |
| 1965 | Odeon     | Trio Esperança            | Compacto |
| 1966 | Odeon     | Trio Esperança            | Compacto |
| 1966 | Odeon     | A Festa do Bolinha        | LP       |
| 1966 | Odeon     | Trio Esperança            | Compacto |
| 1967 | Odeon     | A Festa do Trio Esperança | LP       |
| 1967 | Odeon     | Trio Esperança            | Compacto |
| 1966 | Odeon     | Trio Esperança            | Compacto |
| 1968 | Odeon     | Trio Esperança            | Compacto |
| 1968 | Odeon     | O Fabuloso Trio Esperança | LP       |
| 1968 | Odeon     | Trio Esperança            | Compacto |
| 1969 | Odeon     | Trio Esperança            | Compacto |
| 1970 | Odeon     | Trio Esperança            | Compacto |
| 1970 | Odeon     | Trio Esperança            | LP       |
| 1970 | Odeon     | Trio Esperança            | Compacto |
| 1970 | Odeon     | Trio Esperança            | Compacto |
| 1971 | Odeon     | Trio Esperança            | Compacto |
| 1971 | Odeon     | Trio Esperança            | LP       |
| 1972 | Odeon     | Trio Esperança            | Compacto |
| 1973 | Odeon     | Trio Esperança            | Compacto |
| 1973 | Odeon     | Trio Esperança            | Compacto |
| 1974 | Odeon     | Trio Esperança            | Compacto |
| 1974 | Odeon     | Trio Esperança            | Compacto |
| 1975 | Odeon     | Trio Esperança            | LP       |
| 1975 | Odeon     | Trio Esperança            | Compacto |